# Nikola Milinkovic
Nikola Milinkovic (nascut el 19 de març de 1968 a Sanski Most) és un exfutbolista serbi.
Va jugar a la primera divisió espanyola amb la UE Lleida, així com a la segona d'aquest país. Va jugar també a Portugal i va acabar la seua carrera a la lliga austríaca. Era un jugador de mig del camp amb bona tècnica i d'un xut potent.